# داده پیوندشده
داده پیوندشده (به انگلیسی: Linked Data) در علم رایانش، نوعی داده ساخت‌یافته است که به شیوه‌ای پیوند درونی با داده‌های دیگر دارد که برای پرسمان‌های معنایی مناسب می‌باشند. داده پیوندشده بر اساس فناوری‌های استاندارد وب مثل HTTP، RDF، و URI ساخته شده‌است، اما به جای آنکه از آن‌ها برای خدمت به صفحات وب و فقط برای انسان‌ها استفاده کند، این داده‌ها را گسترش می‌دهد، تا به شیوه ای که به صورت خودکار توسط رایانه‌ها قابل خواندن باشند، اطلاعات را به اشتراک بگذارد. بخشی از دید داده پیوندشده برای اینترنت آن است که اینترنت تبدیل به یک پایگاه داده جهانی بشود.
عبارت داده پیوند شده را تیم برنرزلی مدیر ائتلاف وب جهان‌گستر (W3C)، در یک یادداشت دربارهٔ وب معنایی، در سال ۲۰۰۶ اختراع کرده‌است.
داده پیوندشده می‌تواند داده باز باشد که در این حالت به آن داده باز پیوندشده (LOD) گفته می‌شود.

## اصول داده پیوندشده
تیم برنرزلی در یادداشت «داده پیوند شده» در سال ۲۰۰۶ به این خطوط برجسته را تفسیر کرده‌است:

1. از URIها برای نام دادن (شناسایی) اشیا استفاده کنید.
2. از پروتکل HTTP برای URIها استفاده کنید تا این اشیا جستجو شوند (تفسیر یا ارجاع رسانی شوند).
3. اطلاعات مفیدی دربارهٔ آنکه یک نام، پس از جستجو، چه چیز را شناسایی می‌کند را به کمک استانداردهای باز مثل RDF، اسپارکل و غیره تهیه کنید.
4. به اشیای دیگر به کمک نام‌های مبتنی بر HTTP URI در زمان انتشار داده در وب ارجاع دهید.

تیم برنرزلی یک ارائه دربارهٔ داده پیوندشده در کنفرانس تد (TED) در سال ۲۰۰۹ داد. در این ارائه او دوباره تذکر داد که اصول داده پیوند شده؛ سه اصل «بسیار ساده» می‌باشد:

1. همه انواع اشیای مفهومی، هم‌اکنون نامی دارند که با HTTP شروع می‌شوند.
2. اگر یکی از این نام‌های HTTP را بگیریم و جستجویش کنیم، داده‌ای برمی‌گردد که که فرمت استاندارد دارد که نوعی دادهٔ مفید است که هر فرد می‌خواهد دربارهٔ آن شیی، و آن واقعه بداند.
3. موقعی که این اطلاعات برمی‌گردد این اطلاعات فقط به صورت ارتفاع و وزن و تاریخ تولد فرد نیست، به او «ارتباطات» می‌رسد؛ و موقعی که او این ارتباطات را دارد، هر موقع که او یک رابطه را بیان کند، آنوقت اشیای دیگری که با آن مرتبط اند، یکی از آن نام‌ها را می‌گیرند که با HTTP شروع می‌شود.

## مولفه‌ها
- شناسانه منبع یکسان (URI)
- پروتکل انتقال ابرمتن (HTTP)
- داده ساخت‌یافته به کمک عبارات دایره واژه نظارت شده، و تعاریف دیتاست بیان شده توسط فرمت‌های سریال سازی شدهٔ چهارچوب توصیف منبع، مثل RDFa، RDF/XML, N3، Turtle، یا JSON-LD
- بن‌سازه داده پیوندشده[۱]